# Фалкенхајн
Фалкенхајн (њем. Falkenhain) општина је у њемачкој савезној држави Саксонија. Једно је од 41 општинског средишта округа Лајпциг. Према процјени из 2010. у општини је живјело 3.806 становника. Посједује регионалну шифру (AGS) 14729130.

## Географски и демографски подаци
Фалкенхајн се налази у савезној држави Саксонија у округу Лајпциг. Општина се налази на надморској висини од 144 метра. Површина општине износи 73,2 km². У самом мјесту је, према процјени из 2010. године, живјело 3.806 становника. Просјечна густина становништва износи 52 становника/km².

## Међународна сарадња
| Мјесто | Држава | Врста сарадње | Од    |
| ------ | ------ | ------------- | ----- |
|        | Чешка  | контакт       | 2000. |
| Извор  |        |               |       |